# Герб Венгеровского района
Герб Венгеровского района — официальный символ Венгеровского муниципального района Новосибирской области.
Герб был утверждён 17 марта 2006 года постановлением Совета депутатов Венгеровского района № 84 «Об утверждении герба Венгеровского муниципального района» и внесён в Государственный геральдический регистр Российской Федерации с присвоением регистрационного номера 2240.
Герб разработан Сибирской геральдической коллегией. Автор идеи герба — Т. А. Нивалёнова.

## Описание герба
«В зелёном поле бегущий золотой конь, обернувшийся влево, задняя половина которого переходит в разветвлённый хвост. Щит может быть увенчан золотой территориальной короной установленного для муниципальных районов образца».

## Символика
Зелёный цвет — символ надежды, изобилия, возрождения, радости, стабильности, а также он подчёркивает особую роль в жизни района сельского хозяйства и наличие значительных лесных массивов. Золотой (жёлтый) цвет — символ радушия, гостеприимства, справедливости, доброты. Конь символизирует силу, трудолюбие, целеустремлённость, стремление к развитию. Изображение коня переходит в изображение древнерусского бога Переплута в виде переплетённых корней, что символизирует связь с землёй, с семьёй, сохранение традиций и уважительное отношение к памяти предков. Конь символизирует историю освоения Венгеровского района. Возникновение первых поселений связано с прохождением через район Московского тракта. Село Спасское (современное Венгерово) в XIX веке считалось одним из основоположников коневодства в Барабе, центром разведения знаменитой породы саргатских жеребцов «смяток». Золотая территориальная корона символизирует административный статус района.